# A New York Islanders által draftolt játékosok listája
A New York Islanders egy profi jégkorongcsapat az észak-amerikai profi jégkorong ligában, a National Hockey League-ben. A csapatot 1972-ben alapították és azóta választ ki (draftol) játékosokat a nyári "játékos börzén". Ez azt jelenti, hogy a 18 éves játékosok között lehet válogatni, akik ekkor hagyják ott a junior ligákat.

## Első körös draftok
- 1972: Billy Harris (1. hely)
- 1973: Denis Potvin (1. hely)
- 1974: Clark Gillies (4. hely)
- 1975: Pat Price (11. hely)
- 1976: Alex McKendry (14. hely)
- 1977: Mike Bossy (15. hely)
- 1978: Steve Tambellini (15. hely)
- 1979: Duane Sutter (17. hely)
- 1980: Brent Sutter (17. hely)
- 1981: Paul Boutilier (21. hely)
- 1982: Patrick Flatley (21. hely)
- 1983: Pat LaFontaine (3. hely) & Gerald Diduck (16. hely)
- 1984: Duncan MacPherson (20. hely)
- 1985: Brad Dalgarno (6. hely) & Derek King (13. hely)
- 1986: Tom Fitzgerald (17. hely)
- 1987: Dean Chynoweth (13. hely)
- 1988: Kevin Cheveldayoff (16. hely)
- 1989: David Chyzowski (2. hely)
- 1990: Scott Scissons  (6. hely)
- 1991: Scott Lachance (4. hely)
- 1992: Darjusz Kaszparajtyisz (5. hely)
- 1993: Todd Bertuzzi (23. hely)
- 1994: Brett Lindros (9. hely)
- 1995: Wade Redden (2. hely)
- 1996: Jean-Pierre Dumont (3. hely)
- 1997: Roberto Luongo (4. hely) & Eric Brewer (5. hely)
- 1998: Michael Rupp (9. hely)
- 1999: Tim Connolly (5. hely), Taylor Pyatt (8. hely), Branislav Mezei (10. hely), & Kristián Kudroč (28. hely)

- 2000: Rick DiPietro (1. hely) & Raffi Torres (5. hely)
- 2001: Nem draftolt
- 2002: Sean Bergenheim (22. hely)
- 2003: Robert Nilsson (15. hely)
- 2004: Petteri Nokelainen (16. hely)
- 2005: Ryan O’Marra (15. hely)
- 2006: Kyle Okposo (7. hely)
- 2007: Nem draftolt
- 2008: Josh Bailey (9. hely)
- 2009: John Tavares (1. hely) & Calvin de Haan (12. hely)
- 2010: Nino Niederreiter (5. hely) & Brock Nelson (30. hely)
- 2011: Ryan Strome (5. hely)
- 2012: Griffin Reinhart (4. hely)
- 2013: Ryan Pulock (15. hely)
- 2014: Michael Dal Colle (5. hely) & Joshua Ho-Sang (28. hely)
- 2015: Mathew Barzal (16. hely) & Anthony Beauvillier (28. hely)
- 2016: Kieffer Bellows (19. hely)
- 2017: Nem draftolt
- 2018: Oliver Wahlstrom (11. hely) & Noah Dobson (12. hely)
- 2019: Simon Holmström (23. hely)
- 2020: Nem draftolt
- 2021: Nem draftolt
- 2022: Nem draftolt
- 2023: Nem draftolt

## Összes draftolt játékos
| K   | Kapos       | C   | Center     |
| V   | Védő        | BSz | Bal szélső |
| JSz | Jobb szélső | T   | Támadó     |
| --- | ----------- | --- | ---------- |

### 1972-es draft
| Év   | Kör | #   | Játékos         | Nemzetiség | Poszt | Junior csapat          | Junior liga                       |
| ---- | --- | --- | --------------- | ---------- | ----- | ---------------------- | --------------------------------- |
| 1972 | 1   | 1   | Billy Harris    | Kanada     | JSz   | Toronto Marlboros      | Ontario Hockey Association        |
| 1972 | 2   | 17  | Lorne Henning   | Kanada     | C     | New Westminster Bruins | Western Canada Hockey League      |
| 1972 | 3   | 33  | Bob Nystrom     | Svédország | JSz   | Calgary Centennials    | Western Canada Hockey League      |
| 1972 | 4   | 49  | Ron Smith       | Kanada     | V     | Cornwall Royals        | Québec Major Junior Hockey League |
| 1972 | 5   | 65  | Richard Grenier | Kanada     | C     | Verdun Maple Leafs     | Québec Major Junior Hockey League |
| 1972 | 6   | 81  | Derek Black     | Kanada     | BSz   | Calgary Centennials    | Western Canada Hockey League      |
| 1972 | 7   | 97  | Richard Brodeur | Kanada     | K     | Cornwall Royals        | Québec Major Junior Hockey League |
| 1972 | 7   | 101 | Don McLaughlin  | Kanada     | BSz   | Brandon Wheat Kings    | Western Canada Hockey League      |
| 1972 | 8   | 113 | Derek Kuntz     | Kanada     | BSz   | Medicine Hat Tigers    | Western Canada Hockey League      |
| 1972 | 8   | 117 | René Levasseur  | Kanada     | V     | Shawinigan Bruins      | Québec Major Junior Hockey League |
| 1972 | 9   | 129 | Yvon Rolando    | Kanada     | JSz   | Drummondville Rangers  | Québec Major Junior Hockey League |
| 1972 | 9   | 133 | Bill Ennos      | Kanada     | JSz   | Vancouver Nats         | Western Canada Hockey League      |
| 1972 | 10  | 144 | Garry Howatt    | Kanada     | BSz   | Flin Flon Bombers      | Western Canada Hockey League      |
| 1972 | 10  | 146 | René Lambert    | Kanada     | BSz   | St.-Jerome Alouettes   | Québec Major Junior Hockey League |

### 1973-as draft
| Év   | Kör | #   | Játékos           | Nemzetiség | Poszt | Junior csapat                    | Junior liga                           |
| ---- | --- | --- | ----------------- | ---------- | ----- | -------------------------------- | ------------------------------------- |
| 1973 | 1   | 1   | Denis Potvin      | Kanada     | V     | Ottawa 67’s                      | Ontario Hockey Association            |
| 1973 | 3   | 33  | Dave Lewis        | Kanada     | V     | Saskatoon Blades                 | Western Canada Hockey League          |
| 1973 | 4   | 49  | André St. Laurent | Kanada     | C     | Montreal Red White and Blue      | Québec Major Junior Hockey League     |
| 1973 | 5   | 65  | Ron Kennedy       | Kanada     | JSz   | New Westminster Bruins           | Western Canada Hockey League          |
| 1973 | 6   | 81  | Keith Smith       | Kanada     | V     | Brown Egyetem                    | ECAC Hockey                           |
| 1973 | 7   | 97  | Don Cutts         | Kanada     | K     | Rensselaer Polytechnic Institute | ECAC Hockey                           |
| 1973 | 7   | 110 | Denis Anderson    | Kanada     | V     | New Westminster Bruins           | Western Canada Hockey League          |
| 1973 | 8   | 113 | Mike Kennedy      | Kanada     | JSz   | Kitchener Rangers                | Ontario Hockey Association            |
| 1973 | 8   | 126 | Denis Desgagnés   | Kanada     | C     | Sorel Black Hawks                | Québec Major Junior Hockey League     |
| 1973 | 9   | 129 | Bob Lorimer       | Kanada     | V     | Michigani Műszaki Egyetem        | Western Collegiate Hockey Association |

### 1974-es draft
| Év   | Kör | #   | Játékos        | Nemzetiség                | Poszt | Junior csapat              | Junior liga                           |
| ---- | --- | --- | -------------- | ------------------------- | ----- | -------------------------- | ------------------------------------- |
| 1974 | 1   | 4   | Clark Gillies  | Kanada                    | C     | Regina Pats                | Western Canada Hockey League          |
| 1974 | 2   | 22  | Bryan Trottier | Kanada                    | C     | Swift Current Broncos      | Western Canada Hockey League          |
| 1974 | 3   | 40  | Brad Anderson  | Kanada                    | C     | Regina Pats                | Western Canada Hockey League          |
| 1974 | 5   | 76  | Carlo Torresan | Kanada                    | V     | Sorel Black Hawks          | Québec Major Junior Hockey League     |
| 1974 | 6   | 94  | Sid Prysunka   | Kanada                    | BSz   | New Westminster Bruins     | Western Canada Hockey League          |
| 1974 | 7   | 112 | Dave Langevin  | Kanada                    | V     | Minnesota-Duluth Egyetem   | Western Collegiate Hockey Association |
| 1974 | 8   | 129 | Dave Inkpen    | Kanada                    | V     | Edmonton Oil Kings         | Western Canada Hockey League          |
| 1974 | 9   | 146 | Jim Foubister  | Kanada                    | K     | Victoria Cougars           | Western Canada Hockey League          |
| 1974 | 10  | 163 | Bob Ferguson   | Kanada                    | C     | Cornwall Royals            | Québec Major Junior Hockey League     |
| 1974 | 11  | 178 | Murray Fleck   | Kanada                    | V     | Estevan Bruins             | Saskatchewan Junior Hockey League     |
| 1974 | 12  | 192 | Dave Rooke     | Kanada                    | V     | Cornwall Royals            | Québec Major Junior Hockey League     |
| 1974 | 13  | 204 | Neil Smith     | Kanada                    | V     | Brockville Juniors         | Central Ontario Junior Hockey League  |
| 1974 | 14  | 214 | Stefan Persson | Svédország                | V     | Brynäs IF                  | Elitserien                            |
| 1974 | 15  | 221 | Dave Otness    | Amerikai Egyesült Államok | C     | Wisconsini Egyetem         | ECAC Hockey                           |
| 1974 | 16  | 226 | Jim Murray     | Kanada                    | V     | Michigani Műszaki Egyetem  | Western Collegiate Hockey Association |
| 1974 | 17  | 229 | Mike Dibble    | Amerikai Egyesült Államok | K     | Wisconsini Egyetem         | ECAC Hockey                           |
| 1974 | 18  | 232 | Brian Bye      | Kanada                    | C     | Kitchener Rangers          | Ontario Hockey Association            |
| 1974 | 19  | 235 | Martti Jarkko  | Finnország                | C     | Tappara Tampere            | SM-liiga                              |
| 1974 | 20  | 238 | Ron Phillips   | Kanada                    | V     | St. Catharines Black Hawks | Ontario Hockey Association            |

### 1975-ös draft
| Év   | Kör | #   | Játékos        | Nemzetiség                | Poszt | Junior csapat               | Junior liga                        |
| ---- | --- | --- | -------------- | ------------------------- | ----- | --------------------------- | ---------------------------------- |
| 1975 | 1   | 11  | Pat Price      | Kanada                    | V     | Vancouver Blazers           | World Hockey Association           |
| 1975 | 2   | 29  | Dave Salvian   | Kanada                    | BSz   | St. Catharines Black Hawks  | Ontario Major Junior Hockey League |
| 1975 | 3   | 47  | Joe Fortunato  | Kanada                    | BSz   | Kitchener Rangers           | Ontario Major Junior Hockey League |
| 1975 | 4   | 65  | André LePage   | Kanada                    | K     | Montreal Red White and Blue | Québec Major Junior Hockey League  |
| 1975 | 5   | 83  | Denny McLean   | Kanada                    | BSz   | Calgary Centennials         | Western Canada Hockey League       |
| 1975 | 6   | 101 | Mike Sleep     | Kanada                    | JSz   | New Westminster Bruins      | Western Canada Hockey League       |
| 1975 | 7   | 119 | Richie Hansen  | Amerikai Egyesült Államok | C     | Sudbury Wolves              | Ontario Major Junior Hockey League |
| 1975 | 8   | 137 | Bob Sunderland | Amerikai Egyesült Államok | V     | Bostoni Egyetem             | ECAC Hockey                        |
| 1975 | 9   | 153 | Dan Blair      | Kanada                    | C     | Ottawa 67’s                 | Ontario Major Junior Hockey League |
| 1975 | 10  | 168 | Joey Girardin  | Kanada                    | V     | Winnipeg Clubs              | Western Canada Hockey League       |
| 1975 | 11  | 183 | Geoff Green    | Kanada                    | C     | Sudbury Wolves              | Ontario Major Junior Hockey League |
| 1975 | 12  | 194 | Kari Makkonen  | Finnország                | C     | Porin Ässät                 | SM-liiga                           |

### 1976-os draft
| Év   | Kör | #   | Játékos         | Nemzetiség                | Poszt | Junior csapat                | Junior liga                           |
| ---- | --- | --- | --------------- | ------------------------- | ----- | ---------------------------- | ------------------------------------- |
| 1976 | 1   | 14  | Alex McKendry   | Kanada                    | C     | Sudbury Wolves               | Ontario Major Junior Hockey League    |
| 1976 | 2   | 32  | Mike Kaszycki   | Kanada                    | C     | Sault Ste. Marie Greyhounds  | Ontario Major Junior Hockey League    |
| 1976 | 3   | 50  | Garth MacGuigan | Kanada                    | C     | Montréal Juniors             | Québec Major Junior Hockey League     |
| 1976 | 4   | 68  | Ken Morrow      | Amerikai Egyesült Államok | V     | Bowling Green Állami Egyetem | Central Collegiate Hockey Association |
| 1976 | 5   | 86  | Mike Hordy      | Kanada                    | V     | Sault Ste. Marie Greyhounds  | Ontario Major Junior Hockey League    |
| 1976 | 6   | 104 | Yvon Vautour    | Kanada                    | C     | Laval National               | Québec Major Junior Hockey League     |

### 1977-es draft
| Év   | Kör | #   | Játékos           | Nemzetiség                | Poszt | Junior csapat                    | Junior liga                           |
| ---- | --- | --- | ----------------- | ------------------------- | ----- | -------------------------------- | ------------------------------------- |
| 1977 | 1   | 15  | Mike Bossy        | Kanada                    | C     | Laval National                   | Québec Major Junior Hockey League     |
| 1977 | 2   | 33  | John Tonelli      | Kanada                    | C     | Houston Aeros                    | World Hockey Association              |
| 1977 | 3   | 50  | Hector Marini     | Kanada                    | C     | Sudbury Wolves                   | Ontario Major Junior Hockey League    |
| 1977 | 3   | 51  | Bruce Andres      | Kanada                    | C     | New Westminster Bruins           | West Coast Hockey League              |
| 1977 | 4   | 69  | Steve Stoyanovich | Kanada                    | C     | Rensselaer Polytechnic Institute | ECAC Hockey                           |
| 1977 | 5   | 87  | Markus Mattsson   | Finnország                | G     | Ilves Tampere                    | SM-liiga                              |
| 1977 | 6   | 105 | Steve Letzgus     | Amerikai Egyesült Államok | V     | Michigani Műszaki Egyetem        | Western Collegiate Hockey Association |
| 1977 | 7   | 121 | Harald Luckner    | Svédország                |       | Färjestads BK                    | Elitserien                            |

### 1978-as draft
| Év   | Kör | #   | Játékos           | Nemzetiség                | Poszt | Junior csapat                 | Junior liga                           |
| ---- | --- | --- | ----------------- | ------------------------- | ----- | ----------------------------- | ------------------------------------- |
| 1978 | 1   | 15  | Steve Tambellini  | Kanada                    | C     | Lethbridge Broncos            | West Coast Hockey League              |
| 1978 | 2   | 34  | Randy Johnston    | Kanada                    | V     | Peterborough Petes            | Ontario Major Junior Hockey League    |
| 1978 | 3   | 51  | Dwayne Lowdermilk | Kanada                    | V     | Seattle Breakers              | West Coast Hockey League              |
| 1978 | 5   | 84  | Greg Hay          | Amerikai Egyesült Államok | JSz   | Michigani Műszaki Egyetem     | Western Collegiate Hockey Association |
| 1978 | 6   | 108 | Kelly Davis       | Amerikai Egyesült Államok | V     | Flin Flon Bombers             | West Coast Hockey League              |
| 1978 | 7   | 111 | Rick Pepin        | Kanada                    | BSz   | Laval National                | Québec Major Junior Hockey League     |
| 1978 | 8   | 135 | Dave Cameron      | Kanada                    | C     | Prince Edward-szigeti Egyetem | Canadian Interuniversity Sport        |
| 1978 | 9   | 152 | Paul Joswiak      | Amerikai Egyesült Államok | K     | Minnesotai Egyetem            | Western Collegiate Hockey Association |
| 1978 | 10  | 169 | Scott Cameron     | Kanada                    | V     | Notre Dame Egyetem            | Western Collegiate Hockey Association |
| 1978 | 11  | 184 | Christer Lowdahl  | Svédország                | V     | Örebro IK                     | Elitserien                            |
| 1978 | 12  | 199 | Gunnar Persson    | Svédország                | V     | Brynäs IF                     | Elitserien                            |

### 1979-es draft
| Év   | Kör | #   | Játékos         | Nemzetiség | Poszt | Junior csapat                | Junior liga                           |
| ---- | --- | --- | --------------- | ---------- | ----- | ---------------------------- | ------------------------------------- |
| 1979 | 1   | 17  | Duane Sutter    | Kanada     | JSz   | Lethbridge Broncos           | Western Hockey League                 |
| 1979 | 2   | 25  | Tomas Jonsson   | Svédország | V     | Modo AIK                     | Elitserien                            |
| 1979 | 2   | 38  | Billy Carroll   | Kanada     | C     | London Knights               | Ontario Major Junior Hockey League    |
| 1979 | 3   | 59  | Rollie Melanson | Kanada     | K     | Windsor Spitfires            | Ontario Major Junior Hockey League    |
| 1979 | 4   | 80  | Tim Lockridge   | Kanada     | V     | Brandon Wheat Kings          | Western Hockey League                 |
| 1979 | 5   | 101 | Glen Duncan     | Kanada     | Bsz   | Toronto Marlboros            | Ontario Major Junior Hockey League    |
| 1979 | 6   | 122 | John Gibb       | Kanada     | V     | Bowling Green Állami Egyetem | Central Collegiate Hockey Association |

### 1980-as draft
| Év   | Kör | #   | Játékos          | Nemzetiség                | Poszt | Junior csapat            | Junior liga                           |
| ---- | --- | --- | ---------------- | ------------------------- | ----- | ------------------------ | ------------------------------------- |
| 1980 | 1   | 17  | Brent Sutter     | Kanada                    | C     | Red Deer Rustlers        | Alberta Junior Hockey League          |
| 1980 | 2   | 38  | Kelly Hrudey     | Kanada                    | K     | Medicine Hat Tigers      | Western Hockey League                 |
| 1980 | 3   | 59  | Dave Simpson     | Kanada                    | C     | London Knights           | Ontario Major Junior Hockey League    |
| 1980 | 4   | 68  | Monty Trottier   | Kanada                    | C     | Billings Bighorns        | Western Hockey League                 |
| 1980 | 4   | 80  | Greg Gilbert     | Kanada                    | T     | Toronto Marlboros        | Ontario Major Junior Hockey League    |
| 1980 | 5   | 101 | Ken Leiter       | Amerikai Egyesült Államok | C     | Michigani Állami Egyetem | Western Collegiate Hockey Association |
| 1980 | 6   | 122 | Dan Revell       | Kanada                    | V     | Oshawa Generals          | Ontario Major Junior Hockey League    |
| 1980 | 7   | 143 | Mark Hamway      | Amerikai Egyesült Államok | T     | Michigani Állami Egyetem | Western Collegiate Hockey Association |
| 1980 | 8   | 164 | Morey Gare       | Kanada                    | JSz   | Penticton Knights        | British Columbia Junior Hockey League |
| 1980 | 9   | 185 | Peter Steblyk    | Kanada                    | V     | Medicine Hat Tigers      | Western Hockey League                 |
| 1980 | 10  | 206 | Glenn Johannesen | Kanada                    | BSz   | Red Deer Rustlers        | Alberta Junior Hockey League          |

### 1981-es draft
| Év   | Kör | #   | Játékos           | Nemzetiség | Poszt | Junior csapat               | Junior liga                               |
| ---- | --- | --- | ----------------- | ---------- | ----- | --------------------------- | ----------------------------------------- |
| 1981 | 1   | 21  | Paul Boutilier    | Kanada     | V     | Sherbrooke Castors          | Québec Major Junior Hockey League         |
| 1981 | 2   | 42  | Gord Dineen       | Kanada     | V     | Sault Ste. Marie Greyhounds | Ontario Hockey League                     |
| 1981 | 3   | 57  | Ron Handy         | Kanada     | C     | Sault Ste. Marie Greyhounds | Ontario Hockey League                     |
| 1981 | 3   | 57  | Neal Coulter      | Kanada     | JSz   | Toronto Marlboros           | Ontario Hockey League                     |
| 1981 | 4   | 84  | Todd Lumbard      | Kanada     | K     | Brandon Wheat Kings         | Western Hockey League                     |
| 1981 | 5   | 94  | Jacques Sylvestre | Kanada     | T     | Sorel Black Hawks           | Québec Major Junior Hockey League         |
| 1981 | 6   | 126 | Chuck Brimmer     | Kanada     | BSz   | Kingston Canadians          | Ontario Hockey League                     |
| 1981 | 7   | 147 | Teppo Virta       | Finnország |       | TPS Turku                   | SM-liiga                                  |
| 1981 | 8   | 168 | Bill Dowd         | Kanada     | V     | Ottawa 67’s                 | Ontario Hockey League                     |
| 1981 | 9   | 189 | Scott MacLellan   | Kanada     | V     | Burlington Cougars          | Central Ontario Junior Hockey League      |
| 1981 | 10  | 210 | Dave Randerson    | Kanada     | JSz   | Stratford Cullitons         | Ontario Provincial Junior A Hockey League |

### 1982-es draft
| Év   | Kör | #   | Játékos         | Nemzetiség                | Poszt | Junior csapat                               | Junior liga                           |
| ---- | --- | --- | --------------- | ------------------------- | ----- | ------------------------------------------- | ------------------------------------- |
| 1982 | 1   | 21  | Patrick Flatley | Kanada                    | JSz   | Wisconsini Egyetem                          | Western Collegiate Hockey Association |
| 1982 | 2   | 37  | Richard Kromm   | Kanada                    | BSz   | Portland Winter Hawks                       | Western Hockey League                 |
| 1982 | 2   | 42  | Vern Smith      | Kanada                    | V     | Lethbridge Broncos                          | Western Hockey League                 |
| 1982 | 3   | 63  | Garry Lacey     | Kanada                    | BSz   | Toronto Marlboros                           | Ontario Hockey League                 |
| 1982 | 4   | 84  | Garry Lacey     | Kanada                    | JSz   | Seattle Breakers                            | Western Hockey League                 |
| 1982 | 5   | 105 | René Breton     | Kanada                    | BSz   | Granby Bisons                               | Québec Major Junior Hockey League     |
| 1982 | 6   | 126 | Roger Kortko    | Kanada                    | C     | Saskatoon Blades                            | Western Hockey League                 |
| 1982 | 7   | 147 | John Tiano      | Amerikai Egyesült Államok | T     | Winthrop High School                        | USHS-MA                               |
| 1982 | 8   | 168 | Todd Okerlund   | Amerikai Egyesült Államok | JSz   | Burnsville High School                      | USHS-MI                               |
| 1982 | 9   | 189 | Gordon Paddock  | Amerikai Egyesült Államok | JSz   | Saskatoon Blades                            | Western Hockey League                 |
| 1982 | 10  | 210 | Eric Faust      | Kanada                    | V     | Father Henry Carr Catholic Secondary School | Ontrario Junior B                     |
| 1982 | 11  | 231 | Patrick Goff    | Amerikai Egyesült Államok | V     | Alexander Ramsey High School                | USHS-MI                               |
| 1982 | 12  | 252 | Jim Koudys      | Kanada                    | V     | Sudbury Wolves                              | Ontario Hockey League                 |

### 1983-as draft
| Év   | Kör | #   | Játékos          | Nemzetiség                | Poszt | Junior csapat                 | Junior liga                       |
| ---- | --- | --- | ---------------- | ------------------------- | ----- | ----------------------------- | --------------------------------- |
| 1983 | 1   | 3   | Pat LaFontaine   | Amerikai Egyesült Államok | C     | Verdun Juniors                | Québec Major Junior Hockey League |
| 1983 | 1   | 16  | Gerald Diduck    | Kanada                    | V     | Lethbridge Broncos            | Western Hockey League             |
| 1983 | 2   | 37  | Garnet McKechney | Kanada                    | JSz   | Kitchener Rangers             | Ontario Hockey League             |
| 1983 | 3   | 57  | Mike Neill       | Kanada                    | V     | Sault Ste. Marie Greyhounds   | Ontario Hockey League             |
| 1983 | 4   | 65  | Mikko Makela     | Finnország                | BSz   | Ilves Tampere                 | SM-liiga                          |
| 1983 | 5   | 84  | Bob Caulfield    | Amerikai Egyesült Államok | Sz    | Detroit Lakes High School     | USHS-MN                           |
| 1983 | 5   | 97  | Ron Viglasi      | Kanada                    | Sz    | Victoria Cougars              | Western Hockey League             |
| 1983 | 6   | 117 | Darin Illikainen | Amerikai Egyesült Államok | Sz    | Hermantown High School        | USHS-MN                           |
| 1983 | 7   | 137 | Jim Sprenger     | Amerikai Egyesült Államok | V     | Cloquet High School           | USHS-MN                           |
| 1983 | 8   | 157 | Dale Henry       | Kanada                    | BSz   | Saskatoon Blades              | Western Hockey League             |
| 1983 | 9   | 177 | Kevin Vescio     | Kanada                    | V     | North Bay Centennials         | Ontario Hockey League             |
| 1983 | 10  | 197 | Dave Shellington | Kanada                    | BSz   | Cornwall Royals               | Ontario Hockey League             |
| 1983 | 11  | 217 | John Bjorkman    | Amerikai Egyesült Államok | C     | Warroad High School           | USHS-MN                           |
| 1983 | 12  | 237 | Peter McGeough   | Amerikai Egyesült Államok | V     | Bishop Hendricken High School | USHS-RI                           |

### 1984-es draft
| Év   | Kör | #   | Játékos            | Nemzetiség                | Poszt | Junior csapat              | Junior liga                       |
| ---- | --- | --- | ------------------ | ------------------------- | ----- | -------------------------- | --------------------------------- |
| 1984 | 1   | 20  | Duncan MacPherson  | Kanada                    | V     | Saskatoon Blades           | Western Hockey League             |
| 1984 | 2   | 41  | Bruce Melanson     | Kanada                    | BSz   | Oshawa Generals            | Ontario Hockey League             |
| 1984 | 3   | 62  | Jeff Norton        | Amerikai Egyesült Államok | BSz   | Cushing Academy            | USHS-MA                           |
| 1984 | 4   | 70  | Doug Wieck         | Amerikai Egyesült Államok | BSz   | Rochester Mayo High School | USHS-MI                           |
| 1984 | 4   | 83  | Ari Haanpää        | Finnország                | JSz   | Tampereen Ilves            | SM-liiga                          |
| 1984 | 5   | 104 | Mike Murray        | Kanada                    | C     | London Knights             | Ontario Hockey League             |
| 1984 | 6   | 125 | Jim Wilharm        | Amerikai Egyesült Államok | V     | Minnetonka High School     | USHS-MI                           |
| 1984 | 7   | 146 | Kelly Murphy       | Kanada                    | V     | Notre Dame High School     | Saskatoon                         |
| 1984 | 8   | 167 | Francesco Desantis | Kanada                    | V     | Verdun Juniors             | Québec Major Junior Hockey League |
| 1984 | 9   | 187 | Tom Warden         | Egyesült Királyság        | BSz   | North Bay Centennials      | Ontario Hockey League             |
| 1984 | 10  | 208 | David Volek        | Csehszlovákia             | BSz   | HC Sparta Praha            | Csehszlovák Extraliga             |
| 1984 | 11  | 228 | Russ Becker        | Amerikai Egyesült Államok | V     | Virginia High School       | USHS-MI                           |
| 1984 | 12  | 249 | Allister Brown     | Kanada                    | V     | New Hampshire-i Egyetem    | ECAC Hockey                       |

### 1985-ös draft
| Év   | Kör | #   | Játékos        | Nemzetiség | Poszt | Junior csapat               | Junior liga                              |
| ---- | --- | --- | -------------- | ---------- | ----- | --------------------------- | ---------------------------------------- |
| 1985 | 1   | 6   | Brad Dalgarno  | Kanada     | JSz   | Hamilton Steelhawks         | Ontario Hockey League                    |
| 1985 | 1   | 13  | Derek King     | Kanada     | BSz   | Sault Ste. Marie Greyhounds | Ontario Hockey League                    |
| 1985 | 2   | 34  | Brad Lauer     | Kanada     | BSz   | Regina Pats                 | Western Hockey League                    |
| 1985 | 3   | 55  | Jeff Finley    | Kanada     | V     | Portland Winterhawks        | Western Hockey League                    |
| 1985 | 4   | 76  | Kevin Herom    | Kanada     | BSz   | Moose Jaw Warriors          | Western Hockey League                    |
| 1985 | 5   | 89  | Tommy Hedlund  | Svédország | V     | AIK IF                      | Elitserien                               |
| 1985 | 5   | 97  | Jeff Sveen     | Kanada     | C     | Bostoni Egyetem             | National Collegiate Athletic Association |
| 1985 | 6   | 118 | Rod Dallman    | Kanada     | BSz   | Prince Albert Raiders       | Western Hockey League                    |
| 1985 | 7   | 139 | Kurt Lackten   | Kanada     | JSz   | Moose Jaw Warriors          | Western Hockey League                    |
| 1985 | 8   | 160 | Hank Lammens   | Kanada     | V     | St. Lawrence Egyetem        | ECAC Hockey                              |
| 1985 | 9   | 181 | Rich Wiest     | Kanada     | C     | Lethbridge Broncos          | Western Hockey League                    |
| 1985 | 10  | 202 | Real Arsenault | Kanada     | BSz   | Prince Andrew High School   | Nova Scotia H.S.                         |
| 1985 | 11  | 223 | Mike Volpe     | Kanada     | K     | Saint Mary's Egyetem        | Atlantic University Sport                |
| 1985 | 12  | 244 | Tony Grenier   | Kanada     | C     | Prince Albert Raiders       | Western Hockey League                    |

### 1986-os draft
| Év   | Kör | #   | Játékos           | Nemzetiség                | Poszt | Junior csapat            | Junior liga                   |
| ---- | --- | --- | ----------------- | ------------------------- | ----- | ------------------------ | ----------------------------- |
| 1986 | 1   | 17  | Tom Fitzgerald    | Amerikai Egyesült Államok | JSz   | Austin High School-MA    | USHS                          |
| 1986 | 2   | 38  | Dennis Vaske      | Amerikai Egyesült Államok | V     | Armstrong High School-MI | USHS                          |
| 1986 | 3   | 59  | Bill Berg         | Kanada                    | V     | Toronto Marlboros        | Ontario Hockey League         |
| 1986 | 4   | 80  | Shawn Byram       | Kanada                    | BSz   | Regina Pats              | Western Hockey League         |
| 1986 | 5   | 101 | Dean Sexsmith     | Kanada                    | C     | Brandon Wheat Kings      | Western Hockey League         |
| 1986 | 5   | 104 | Todd McLellan     | Kanada                    | C     | Saskatoon Blades         | Western Hockey League         |
| 1986 | 6   | 122 | Tony Schmalzbauer | Amerikai Egyesült Államok | V     | Hill-Murray School       | USHS-MI                       |
| 1986 | 7   | 138 | Will Andersen     | Kanada                    | V     | Victoria Cougars         | Western Hockey League         |
| 1986 | 7   | 143 | Rich Pilon        | Kanada                    | V     | Prince Albert Raiders    | Western Hockey League         |
| 1986 | 8   | 164 | Peter Harris      | Amerikai Egyesült Államok | K     | Haverhill High School    | USHS-MA                       |
| 1986 | 9   | 185 | Jeff Jablonski    | Amerikai Egyesült Államok | BSz   | London Diamonds          | Western Ontario Hockey League |
| 1986 | 10  | 206 | Kelly Clark       | Kanada                    | JSz   | Saskatoon Blades         | Western Hockey League         |
| 1986 | 11  | 227 | Dan Beaudette     | Amerikai Egyesült Államok | JSz   | St. Thomas Academy       | USHS-MI                       |
| 1986 | 12  | 248 | Paul Thompson     | Kanada                    | V     | Northern Manitoba AAA    | Midget                        |

### 1987-es draft
| Év   | Kör | #   | Játékos         | Nemzetiség                | Poszt | Junior csapat                      | Junior liga                              |
| ---- | --- | --- | --------------- | ------------------------- | ----- | ---------------------------------- | ---------------------------------------- |
| 1987 | 1   | 13  | Dean Chynoweth  | Kanada                    | V     | Medicine Hat Tigers                | Western Hockey League                    |
| 1987 | 2   | 34  | Jeff Hackett    | Kanada                    | K     | Oshawa Generals                    | Ontario Hockey League                    |
| 1987 | 3   | 55  | Dean Ewen       | Kanada                    | BSz   | Spokane Chiefs                     | Western Hockey League                    |
| 1987 | 4   | 76  | George Maneluk  | Kanada                    | K     | Brandon Wheat Kings                | Western Hockey League                    |
| 1987 | 6   | 118 | Rob DiMaio      | Kanada                    | JSz   | Medicine Hat Tigers                | Western Hockey League                    |
| 1987 | 7   | 139 | Knut Walbye     | Norvégia                  | T     | Furuset                            | GET-ligaen                               |
| 1987 | 8   | 160 | Jeff Saterdalen | Amerikai Egyesült Államok | JSz   | Bloomington Jefferson High         | USHS-WI                                  |
| 1987 | 9   | 181 | Shawn Howard    | Amerikai Egyesült Államok | T     | Vernon Lakers                      | British Columbia Junior Hockey League    |
| 1987 | 10  | 202 | John Herlihy    | Amerikai Egyesült Államok | T     | Babson College                     | Eastern College Athletic Conference      |
| 1987 | 11  | 223 | Mike Erickson   | Amerikai Egyesült Államok | V     | University of Massachusetts Lowell | National Collegiate Athletic Association |
| 1987 | 12  | 244 | Will Averill    | Amerikai Egyesült Államok | V     | Belmont Hill High School           | USHS-MA                                  |

### 1988-as draft
| Év   | Kör | #   | Játékos            | Nemzetiség                | Poszt | Junior csapat            | Junior liga                                   |
| ---- | --- | --- | ------------------ | ------------------------- | ----- | ------------------------ | --------------------------------------------- |
| 1988 | 1   | 16  | Kevin Cheveldayoff | Kanada                    | V     | Brandon Wheat Kings      | Western Hockey League                         |
| 1988 | 2   | 29  | Wayne Doucet       | Kanada                    | BSz   | Hamilton Steelhawks      | Ontario Hockey League                         |
| 1988 | 2   | 37  | Sean LeBrun        | Kanada                    | BSz   | New Westminster Bruins   | Western Hockey League                         |
| 1988 | 3   | 58  | Danny Lorenz       | Kanada                    | K     | Seattle Thunderbirds     | Western Hockey League                         |
| 1988 | 4   | 79  | André Brassard     | Kanada                    | V     | Trois-Rivières Draveurs  | Québec Major Junior Hockey League             |
| 1988 | 5   | 100 | Paul Rutherford    | Kanada                    | C     | Ohiói Állami Egyetem     | National Collegiate Athletic Association      |
| 1988 | 6   | 111 | Pavel Gross        | Csehszlovákia             | V     | HC Sparta Praha          | Csehszlovák Extraliga                         |
| 1988 | 6   | 121 | Jason Rathbone     | Amerikai Egyesült Államok | JSz   | Brookline High School    | USHS-MA                                       |
| 1988 | 7   | 142 | Yves Gaucher       | Kanada                    | BSz   | Chicoutimi Saguenéens    | Québec Major Junior Hockey League             |
| 1988 | 8   | 163 | Marty McInnis      | Amerikai Egyesült Államok | C     | Milton Academy           | USHS-MA                                       |
| 1988 | 9   | 173 | Patrick Forrest    | Amerikai Egyesült Államok | C     | St. Cloud Állami Egyetem | National Collegiate Athletic Association      |
| 1988 | 9   | 184 | Jeff Blumer        | Amerikai Egyesült Államok | Sz    | St. Thomas Egyetem       | Minnesota Intercollegiate Athletic Conference |
| 1988 | 10  | 205 | Jeff Kampersal     | Amerikai Egyesült Államok | Sz    | St. John's Prep School   | USHS-MA                                       |
| 1988 | 11  | 226 | Phil Neururer      | Amerikai Egyesült Államok | V     | Osseo High School        | USHS-MI                                       |
| 1988 | 12  | 247 | Joe Capprini       | Amerikai Egyesült Államok | K     | Babson College           | Eastern College Athletic Conference           |

### 1989-es draft
| Év   | Kör | #   | Játékos           | Nemzetiség                | Poszt | Junior csapat                 | Junior liga                  |
| ---- | --- | --- | ----------------- | ------------------------- | ----- | ----------------------------- | ---------------------------- |
| 1989 | 1   | 2   | Dave Chyzowski    | Kanada                    | BSz   | Kamloops Blazers              | Western Hockey League        |
| 1989 | 2   | 23  | Travis Green      | Kanada                    | C     | Spokane Chiefs                | Western Hockey League        |
| 1989 | 3   | 44  | Jason Zent        | Amerikai Egyesült Államok | BSz   | Nichols School                | USHS-NY                      |
| 1989 | 4   | 65  | Brent Grieve      | Kanada                    | BSz   | Oshawa Generals               | Ontario Hockey League        |
| 1989 | 5   | 86  | Jace Reed         | Amerikai Egyesült Államok | V     | Grand Rapids H.S              | USHS-MI                      |
| 1989 | 5   | 90  | Steve Young       | Kanada                    | JSz   | Moose Jaw Warriors            | Western Hockey League        |
| 1989 | 5   | 99  | Kevin O’Sullivan  | Amerikai Egyesült Államok | V     | Catholic Memorial High School | USHS-MA                      |
| 1989 | 7   | 128 | Jon Larson        | Amerikai Egyesült Államok | V     | Roseau High School            | USHS-MI                      |
| 1989 | 7   | 128 | Brett Harkins     | Amerikai Egyesült Államok | BSz   | Detroit Compuware             | North American Hockey League |
| 1989 | 8   | 149 | Phil Huber        | Kanada                    | C     | Kamloops Blazers              | Western Hockey League        |
| 1989 | 9   | 170 | Matthew Robbins   | Amerikai Egyesült Államok | C     | New Hampton Prep School       | USHS-NH                      |
| 1989 | 10  | 191 | Vlagyimir Malahov | Szovjetunió               | V     | CSKA Moszkva                  | Szovjet Liga                 |
| 1989 | 11  | 212 | Kelly Ens         | Kanada                    | C     | Lethbridge Hurricanes         | Western Hockey League        |
| 1989 | 12  | 233 | Iain Fraser       | Kanada                    | C     | Oshawa Generals               | Ontario Hockey League        |

### 1990-es draft
| Év   | Kör | #   | Játékos         | Nemzetiség                | Poszt | Junior csapat                 | Junior liga                       |
| ---- | --- | --- | --------------- | ------------------------- | ----- | ----------------------------- | --------------------------------- |
| 1990 | 1   | 6   | Scott Scissons  | Kanada                    | C     | Saskatoon Blades              | Western Hockey League             |
| 1990 | 2   | 27  | Chris Taylor    | Kanada                    | C     | London Knights                | Ontario Hockey League             |
| 1990 | 3   | 48  | Dan Plante      | Amerikai Egyesült Államok | JSz   | Edina High School             | USHS-MI                           |
| 1990 | 5   | 90  | Chris Marinucci | Amerikai Egyesült Államok | C     | Grand Rapids High School      | USHS-MI                           |
| 1990 | 6   | 111 | Joni Lehto      | Finnország                | D     | Ottawa 67’s                   | Ontario Hockey League             |
| 1990 | 7   | 132 | Mike Guilbert   | Amerikai Egyesült Államok | D     | Governor Dummer Academy       | USHS-MA                           |
| 1990 | 8   | 153 | Sylvain Fleury  | Kanada                    | C     | Longueuil College-Francais    | Québec Major Junior Hockey League |
| 1990 | 9   | 174 | John Joyce      | Amerikai Egyesült Államok | T     | Avon Old Farms High School    | USHS-CT                           |
| 1990 | 10  | 195 | Richard Enga    | Németország               | JSz   | Culver Military Academy       |                                   |
| 1990 | 11  | 216 | Martin Lacroix  | Kanada                    | JSz   | St. Lawrence Egyetem          | ECAC Hockey                       |
| 1990 | 12  | 237 | Andrew Shier    | Amerikai Egyesült Államok | JSz   | Detroit Compuware Ambassadors | North American Hockey League      |